# Pichna (dopływ Warty)
Pichna jest prawym dopływem Warty, uchodzącym do niej w granicach zbiornika Jeziorsko. Długość rzeki wynosi 28,80 km. Wielkość średniego przepływu mierzona w dolnym biegu kształtuje się na poziomie około 2,0 m³/s. W pobliżu wsi Skęczno i Grabina, rzeka Pichna biegnie w kierunku zbiornika Jeziorsko dwoma niezależnymi korytami. Lewe, sztuczne koryto wykonane zostało w formie betonowej kinety. Niesie ono wody Pichny i uchodzi do zbiornika Jeziorsko w pobliżu wsi Brodnia.